# Poskramianie węży

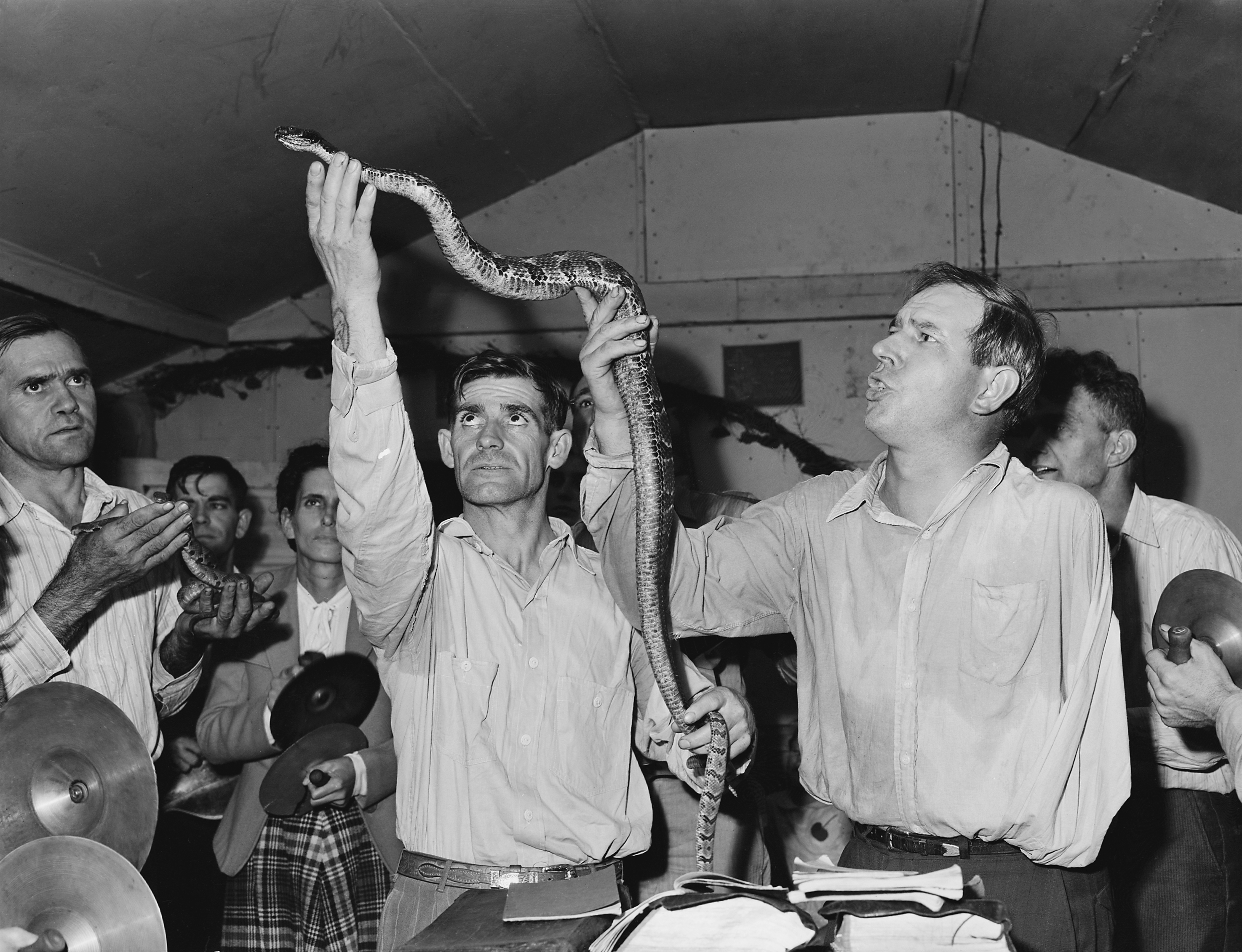
Poskramianie węży podczas nabożeństwa w kościele zielonoświątkowym w hrabstwie Harlan w stanie Kentucky

Poskramianie węży (ang. Snake handling) – praktyka religijna charakterystyczna dla nielicznych kościołów zielonoświątkowych. Obrzęd ten oparty jest na dwóch wypowiedziach Jezusa Chrystusa zapisanych w Nowym Testamencie:

A takie znaki będą towarzyszyły tym, którzy uwierzyli: w imieniu moim demony wyganiać będą, nowymi językami mówić będą, węże brać będą, a choćby coś trującego wypili, nie zaszkodzi im. Na chorych ręce kłaść będą, a ci wyzdrowieją.
Ewangelia Marka 16:17-18, Biblia warszawska

Oto dałem wam moc, abyście deptali po wężach i skorpionach i po wszelkiej potędze nieprzyjacielskiej, a nic wam nie zaszkodzi.
Ewangelia Łukasza 10:19, Biblia warszawska

## Geneza i historia
Kościoły zielonoświątkowe od początków swego istnienia podkreślają obecność darów duchowych i cudów w życiu chrześcijan, którzy doświadczyli chrztu w Duchu Świętym. Powszechnie w Kościołach zielonoświątkowych akceptowane są takie praktyki, jak mówienie nieznanymi językami, prorokowanie, uzdrawianie, czy wypędzanie demonów. Nabożeństwom towarzyszy zwykle spontaniczna modlitwa, uwielbianie Boga pieśnią, niekiedy również taniec i wkładanie rąk. Już na początku XX wieku w kilku zborach zielonoświątkowych pojawiła się także praktyka poskramiania węży, jako jednego ze znaków towarzyszących uczniom Chrystusa.
Pierwszy zbór, który oficjalnie zaakceptował praktykę poskramiania węży. Założony został przez pastora George’a Went Hensleya w latach 20. ubiegłego stulecia. Wkrótce powstały zbory w innych rejonach Stanów Zjednoczonych oraz w Kanadzie. Zbory te, jakkolwiek pozostały autonomiczne pod względem organizacyjnym, posługują się podobnymi nazwami, utworzonymi od pierwowzoru: Kościół Boży z Widocznymi Znakami. 
Ogół zielonoświątkowców dystansuje się i odrzuca praktykę "poskramiania węży" uznając ją za herezję.

## Doktryna

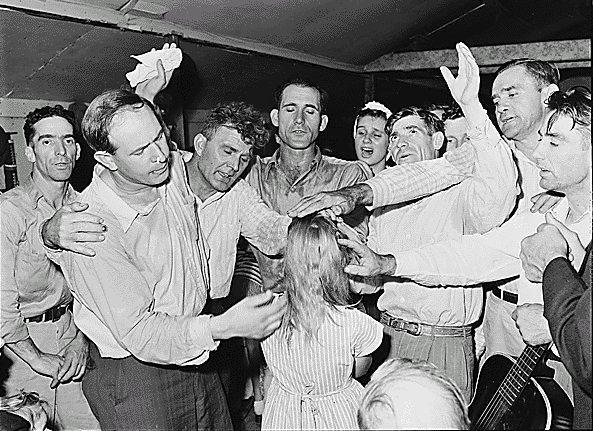
Wkładanie rąk podczas nabożeństwa

Podobnie jak w przypadku pozostałych Kościołów zielonoświątkowych, podstawowe założenia doktrynalne opierają się na ewangelikalnej teologii protestanckiej (m.in. zasada sola scriptura, solus Christus, nowonarodzenie, zbawienie z łaski przez wiarę, chrzest na wyznanie wiary). Zbory praktykujące poskramianie węży dużą wagę przywiązują do prowadzenia świętego życia. Sprzeciwiają się noszeniu biżuterii oraz stosowaniu makijażu przez chrześcijan. Kobiety ubierają się w spódnice i noszą długie włosy; mężczyźni zazwyczaj noszą koszule i posiadają krótkie włosy. Wierni zachowują całkowitą abstynencję od tytoniu, alkoholu oraz narkotyków. Odrzuca się świętowanie urodzin, Bożego Narodzenia oraz Halloween jako świąt mających rodowód pogański i nieposiadających poparcia w Biblii.
Cuda uważane są za świadectwo Bożego uznania i żywą obecność Ducha Świętego w Kościele. Zbory praktykujące poskramianie węży mają charakter fundamentalistyczny. Przyjmują one werbalne natchnienie Biblii, a wiele z nich należy do ruchu King James Only, uznając tylko Biblię króla Jakuba jako natchnione Słowo Boże. Inne przekłady są zazwyczaj odrzucane jako fałszywe i nieposiadające boskiego autorytetu. Zbory są zorganizowane kongregacjonalnie, zachowują pełną autonomię i niezależność denominacyjną. Wszelkie systemy denominacyjne uważane są za ograniczające działanie Ducha Świętego i stworzone przez człowieka. Wielu członków postrzega przynależność denominacyjną jako „znamię zwierzęcia” z Objawienia św. Jana.
Kościoły poskramiające węże sprawują trzy sakramenty: chrzest w wieku świadomym przez zanurzenie w wodzie, Wieczerzę Pańską pod obiema postaciami oraz wzajemne umywanie nóg. Praktykuje się również, na podstawie Listu do Rzymian 16:16, tzw. pozdrawianie świętym pocałunkiem.

## Charakterystyka nabożeństw i poskramiania
Nabożeństwom zboru towarzyszy zwykle mówienie nieznanymi językami, uzdrawianie, wypędzanie demonów, wkładanie rąk, proroctwa i spontaniczne uwielbianie Boga pieśnią i modlitwami. Czas trwania nabożeństw jest różny. Podczas „szczególnych interwencji Ducha Świętego” mogą one trwać nawet do pięciu godzin. Często się zdarza, że nabożeństwa uwielbieniowe trwają całą noc.
Z przodu domów modlitwy znajduje się zazwyczaj oprócz kazalnicy specjalne miejsce dla poskramiających węże. Podczas nabożeństwa wierni, którzy czują namaszczenie, bądź zostali „dotknięci przez Ducha”, zajmują specjalne miejsca, aby poskramiać jadowite węże (poskramiane są różne gatunki, m.in. grzechotniki i kobry). Zwykle poskramiający podnoszą je do góry albo pozwalają im pełzać po własnym ciele. Towarzyszy temu także poskramianie ognia oraz (na podstawie Ewangelii Łukasza 10:19) poskramianie skorpionów. Chętne osoby ze zgromadzenia piją w tym czasie wodę zaprawioną strychniną, arszenikiem, bądź innymi truciznami. 
Węże uważane są za wcielenia demonów, a ich poskramianie postrzega się jako triumf mocy Bożej nad mocą szatana. Poskramianie nie jest wymogiem stawianym wobec wiernych, a jego praktykowanie zależy wyłącznie od osobistej decyzji członka zboru. 
W niektórych społecznościach praktyka poskramiania ognia przybrała specyficzną formę: nasączone naftą materiały umieszczane są w słoikach, bądź butelkach. Następnie podawane są wiernym, którzy przekazują je sobie z rąk do rąk, trzymając w płomieniu swoje dłonie przez kilka sekund.

## Ryzyko i kwestie prawne
Dla części osób praktykujących przyjmowanie trucizn i poskramianie węży doświadczenia te okazały się śmiertelne. Wyznawcy zazwyczaj odrzucają pogląd, jakoby sam fakt zażycia trucizny był przyczyną śmierci, podkreślając, iż w przypadku większości osób systematycznie praktykujących poskramianie na nabożeństwach nie dochodzi ani do uszczerbku na zdrowiu, ani do utraty życia. Zdaniem wiernych przyczyną śmierci może być m.in. brak napełnienia Duchem Świętym, trwanie w świadomym grzechu, bądź też niewłaściwe motywacje skłaniające owe osoby do poskramiania, w tym np. chęć osiągnięcia korzyści finansowych. Przypadki śmiertelne odnotowano m.in. w 1998 r. (śmierć pastora Johna Wayne „Punkin” Browna po ukąszeniu przez grzechotnika) oraz w 2006 r.
Stany Alabama, Kentucky oraz Tennessee wydały ustawy prawne zakazujące używania gatunków zagrażających życiu ludzi bez uprzedniej zgody władz. Prawo stanu Kentucky odnosi się także bezpośrednio do poskramiania węży, nakładając na praktykujących kary od 50 do 250 dolarów. Pomimo zakazów poskramianie jest nadal praktykowane przez zbory w stanie Kentucky, z tą zmianą, iż nabożeństwa, w trakcie których występuje, nie są otwarte dla publiczności.

## W kulturze
Poskramianie węży zostało sparodiowane w filmie Avildsena Inferno: Piekielna walka z 1999, w którym główną rolę zagrał Jean-Claude Van Damme.